# International Krav Maga Federation
Die IKMF ist ein internationaler Verband von Schulen, die das israelische Selbstverteidigungssystem Krav Maga unterrichten.

## Gründung und Entwicklung
Der Sportverband wurde 1996 auf Wunsch von Imi Lichtenfeld, dem Gründer des Krav Maga, geschaffen, um die weltweite Verbreitung voranzutreiben. Die IKMF ging aus der 1978 gegründeten Israeli Krav Maga Association (IKMA), dem ersten Krav-Maga-Verband, hervor. Diese war als Organisation zu diesem Zeitpunkt größtenteils auf Israel beschränkt. Seit Beginn der 1980er Jahre hatten Imi Lichtenfeld und von ihm ausgebildete Instruktoren international unterrichtet und besonders in den USA und Europa eine wachsende Gruppe an Krav-Maga-Schulen geschaffen. Unter Federführung von Eyal Yanilov wurden ein standardisiertes Curriculum geschaffen und Programme für verschiedene Zielgruppen etabliert. Neben dem Unterricht für Zivilisten gibt es spezialisierte Programme für Polizisten, Soldaten, Air Marshals, Personenschützer und andere berufliche Anwender. Infolge der zunehmenden Piratenbedrohung wurde vor kurzem mit der Ausbildung von Sea Marshals begonnen.

## Heutige Situation
Krav Maga ist wesentlicher Bestandteil der Ausbildung von Angehörigen der israelischen Armeestreitkräfte, der israelischen Polizei und der Agenten des Mossad. Da 168.000 aktive Soldaten in den israelischen Streitkräften dienen, kommt ein Großteil der Israelis mit Krav Maga in Kontakt. Dabei handelt es sich jedoch um ein sehr komprimiertes Programm, das sich auf rein militärische Techniken konzentriert. Spezialeinheiten lernen stattdessen weitaus fortgeschrittenere Techniken z. B. zum Umgang mit Geiselnahmen.

## IKMF heute
Der ehemals zur IKMF gehörende amerikanische Krav-Maga-Verband nennt sich seit 2005 Krav Maga Worldwide und versucht, über die USA hinaus zu expandieren. Im Gegenzug eröffnet die IKMF neue Schulen in den USA.
Durch die Rüstungsagentur Sibat des israelischen Verteidigungsministeriums wird Krav-Maga-Training der IKMF als offizieller Rüstungsexport Israels an befreundete Staaten vertrieben. Unter anderem hat die schwedische Armee Krav-Maga-Unterricht für ihre Soldaten über diesen Weg bezogen. Auch an der Luftlande- und Lufttransportschule der Bundeswehr lehren seit Anfang 2008 zwei IKMF-Instruktoren militärisches Krav Maga im Rahmen des Einzelkämpferlehrgangs. Für die Nahkampftechnik von Sam Fisher in dem Videospiel Tom Clancy's Splinter Cell Conviction stand Krav Maga der IKMF Pate.
Die Leitung der IKMF übernahm 2010 Avi Moyal als 1. Vorsitzender. Die IKMF ist als Non-Profit-Organisation in Rischon LeZion registriert. Hieraus entstanden durch Abspaltungen einzelner Komiteemitglieder Verbände mit weltweiter Verbreitung, darunter die Organisation von Eyal Yanilov „Krav Maga Global“ (2010) und Gabi Noahs „International Krav Maga“ (2009).

## IKMF Deutschland
Nachdem es seit 1998 einzelne Seminare der IKMF in Deutschland gegeben hatte, wurden 2002 die ersten deutschen Instruktoren ausgebildet. 2005 wurde der erste Instruktorkurs in Deutschland durchgeführt. Der Sitz der IKMF Deutschland ist in München. Im September 2019 gehörten in Deutschland 39 Standorte der IKMF an.
Neben verschiedenen Tages- und Wochenendseminaren durch deutsche IKMF-Instruktoren werden auch regelmäßig Seminare durch israelische Instruktoren aus dem Global Instructor Team angeboten. In Israel finden mehrmals jährlich Trainingscamps aus aller Welt statt.
In Deutschland findet seit 2005 jedes Jahr eine Krav-Maga-Instruktorenausbildung statt, die nach den internationalen Standards der IKMF von Mitgliedern des Global Instructor Teams durchgeführt wird.